# Atletiek op de Olympische Zomerspelen 2016 – 1500 meter mannen
De 1500 meter mannen op de Olympische Zomerspelen 2016 in Rio de Janeiro vond plaats op 16 augustus (series), 18 augustus (halve finales) en 20 augustus 2016 (finale). Regerend olympisch kampioen was Taoufik Makhloufi uit Algerije.

## Records
Voorafgaand aan het toernooi waren dit het wereldrecord en het olympisch record.
| Wereldrecord     | Hicham El Guerrouj | 3.26,00 | Rome   | 14 juli 1998      |
| Olympisch record | Noah Ngeny         | 3.32,07 | Sydney | 29 september 2000 |

## Uitslagen
De volgende afkortingen worden gebruikt:
- Q - Gekwalificeerd door eindplaats
- q - Gekwalificeerd door eindtijd
- PB - Persoonlijk record atleet
- DSQ - Gediskwalificeerd
- DNS - Niet gestart
- DNF - Niet gefinisht

### Series
De eerste zes lopers van iedere heat plaatsten zich direct voor de halve finales; daarnaast plaatsten ook de zes tijdsnelsten zich.
Heat 1
| Rang | Naam                        | Land | Tijd    | Opmerking |
| ---- | --------------------------- | ---- | ------- | --------- |
| 1    | Asbel Kiprop                | KEN  | 3.38,97 | Q         |
| 2    | Ryan Gregson                | AUS  | 3.39,13 | Q         |
| 3    | Ayanleh Souleiman           | DJI  | 3.39,25 | Q         |
| 4    | Chris O'Hare                | GBR  | 3.39,26 | Q         |
| 5    | Matthew Centrowitz Jr.      | USA  | 3.39,31 | Q         |
| 6    | Fouad Elkaam                | MAR  | 3.39,51 | Q         |
| 7    | David Bustos                | ESP  | 3.39,73 | q         |
| 8    | Charles Philibert-Thiboutot | CAN  | 3.40,04 | q         |
| 9    | Julian Matthews             | NZL  | 3.40,40 |           |
| 10   | Florian Carvalho            | FRA  | 3.41,87 |           |
| 11   | Thiago André                | BRA  | 3.44,42 |           |
| 12   | Santino Kenyi               | SSD  | 3.45,27 |           |
| 13   | Saud Al-Zaabi               | UAE  | 4.02,35 |           |
| -    | Aman Wote                   | ETH  | DNS     |           |

Heat 2
| Rang | Naam                 | Land | Tijd    | Opmerking |
| ---- | -------------------- | ---- | ------- | --------- |
| 1    | Taoufik Makhloufi    | ALG  | 3.46,82 | Q         |
| 2    | Elijah Manangoi      | KEN  | 3.46,83 | Q         |
| 3    | Robby Andrews        | USA  | 3.46,97 | Q         |
| 4    | Nathan Brannen       | CAN  | 3.47,07 | Q         |
| 5    | Mekonnen Gebremedhin | ETH  | 3.47,33 | Q         |
| 6    | Brahim Kaazouzi      | MAR  | 3.47,39 | Q         |
| 7    | Homiyu Tesfaye       | GER  | 3.47,44 |           |
| 8    | Hamish Carson        | NZL  | 3.48,18 |           |
| 9    | Adel Mechaal         | ESP  | 3.48,41 |           |
| 10   | Charlie Grice        | GBR  | 3.48,51 | q         |
| 11   | Paulo Lokoro         | ROT  | 4.03,96 |           |
| 12   | Augusto Soares       | TLS  | 4.11,35 | PB        |
|      | Abdi Waiss Mouhyadin | DJI  | DNF     |           |
|      | Filip Ingebrigtsen   | NOR  | DSQ     |           |

Heat 3
| Rang | Naam                   | Land | Tijd    | Opmerking |
| ---- | ---------------------- | ---- | ------- | --------- |
| 1    | Jakub Holusa           | CZE  | 3.38,31 | Q         |
| 2    | Ronald Kwemoi          | KEN  | 3.38,33 | Q         |
| 3    | Abdalaati Iguider      | MAR  | 3.38,40 | Q         |
| 4    | Ronald Musagala        | UGA  | 3.38,45 | Q         |
| 5    | Henrik Ingebrigtsen    | NOR  | 3.38,50 | Q         |
| 6    | Nicholas Willis        | NZL  | 3.38,55 | Q         |
| 7    | Benson Kiplagat Seurei | BRN  | 3.38,82 | q         |
| 8    | Pieter-Jan Hannes      | BEL  | 3.38,89 | q         |
| 9    | Ben Blankenship        | USA  | 3.38,92 | q         |
| 10   | Dawit Wolde            | ETH  | 3.39,29 | q         |
| 11   | Salim Keddar           | ALG  | 3.40,63 |           |
| 12   | Luke Mathews           | AUS  | 3.44,51 |           |
| 13   | Ilham Tanui Ozbilen    | TUR  | 3.49,02 |           |
| 14   | Mohammed Rageh         | YEM  | 3.58,99 |           |
| 15   | Erick Rodriguez        | NCA  | 4.00,30 |           |

### Halve finale
De eerste vijf lopers van iedere heat plaatsten zich direct voor de finale, evenals de twee tijdsnelsten.
Heat 1
| Rang | Naam                   | Land | Tijd    | Opmerking |
| ---- | ---------------------- | ---- | ------- | --------- |
| 1    | Asbel Kiprop           | KEN  | 3.39,73 | Q         |
| 2    | Taoufik Makhloufi      | ALG  | 3.39,88 | Q         |
| 3    | Nicholas Willis        | NZL  | 3.39,96 | Q         |
| 4    | Ben Blankenship        | USA  | 3.39,99 | Q         |
| 5    | Charlie Grice          | GBR  | 3.40,05 | Q         |
| 6    | Abdalaati Iguider      | MAR  | 3.40,11 | q         |
| 7    | Nathan Brannen         | CAN  | 3.40,20 | q         |
| 8    | Benson Kiplagat Seurei | BRN  | 3.40,53 |           |
| 9    | Jakub Holuša           | CZE  | 3.40,83 |           |
| 10   | Dawit Wolde            | ETH  | 3.41,42 |           |
| 11   | Henrik Ingebrigtsen    | NOR  | 3.42,51 |           |
| 12   | Pieter-Jan Hannes      | BEL  | 3.43,71 |           |
| 13   | Brahim Kaazouzi        | MAR  | 3.48,66 |           |

Heat 2
| Rang | Naam                        | Land | Tijd    | Opmerking |
| ---- | --------------------------- | ---- | ------- | --------- |
| 1    | Ronald Kwemoi               | KEN  | 3.39,42 | Q         |
| 2    | Ayanleh Souleiman           | DJI  | 3.39,46 | Q         |
| 3    | Matthew Centrowitz Jr.      | USA  | 3.39,61 | Q         |
| 4    | Ryan Gregson                | AUS  | 3.40,02 | Q         |
| 5    | Ronald Musagala             | UGA  | 3.40,37 | Q         |
| 6    | Mekonnen Gebremedhin        | ETH  | 3.40,69 |           |
| 7    | Homiyu Tesfaye              | GER  | 3.40,76 |           |
| 8    | Charles Philibert-Thiboutot | CAN  | 3.40,79 |           |
| 9    | Fouad Elkaam                | MAR  | 3.40,93 |           |
| 10   | Chris O'Hare                | GBR  | 3.44,27 |           |
| 11   | David Bustos                | ESP  | 3.56,54 | q         |
| –    | Elijah Manangoi             | KEN  | DNS     |           |
| –    | Robby Andrews               | USA  | DSQ     |           |

### Finale
| Rang   | Naam                   | Land | Tijd    | Opmerking |
| ------ | ---------------------- | ---- | ------- | --------- |
| Goud   | Matthew Centrowitz Jr. | USA  | 3.50,00 |           |
| Zilver | Taoufik Makhloufi      | ALG  | 3.50,11 |           |
| Brons  | Nick Willis            | NZL  | 3.50,24 |           |
| 4      | Ayanleh Souleiman      | DJI  | 3.50,29 |           |
| 5      | Abdalaati Iguider      | MAR  | 3.50,58 |           |
| 6      | Asbel Kiprop           | KEN  | 3.50,87 |           |
| 7      | David Bustos           | ESP  | 3.51,06 |           |
| 8      | Ben Blankenship        | USA  | 3.51,09 |           |
| 9      | Ryan Gregson           | AUS  | 3.51,39 |           |
| 10     | Nathan Brannen         | CAN  | 3.51,45 |           |
| 11     | Ronald Musagala        | UGA  | 3.51,68 |           |
| 12     | Charlie Grice          | GBR  | 3.51,73 |           |
| 13     | Ronald Kwemoi          | KEN  | 3.56,76 |           |